# Peristicta gauchae
Peristicta gauchae – gatunek ważki z rodziny łątkowatych (Coenagrionidae). Występuje na terenie Ameryki Południowej; stwierdzony jedynie w stanie Rio Grande do Sul w południowej Brazylii.